# Per-Alvar Magnusson
Per-Alvar Magnusson (29 de junio de 1958-2 de abril de 2009) fue un deportista sueco que compitió en natación, especialista en el estilo libre. Ganó una medalla de bronce en el Campeonato Mundial de Natación de 1978, y una medalla de bronce en el Campeonato Europeo de Natación de 1981.

## Palmarés internacional
| Campeonato Mundial | Campeonato Mundial      | Campeonato Mundial | Campeonato Mundial |
| Año                | Lugar                   | Medalla            | Prueba             |
| ------------------ | ----------------------- | ------------------ | ------------------ |
| 1978               | Berlín Occidental (RFA) | Medalla de bronce  | 4 × 100 m libre    |
| Campeonato Europeo |                         |                    |                    |
| Año                | Lugar                   | Medalla            | Prueba             |
| 1981               | Split (Yugoslavia)      | Medalla de bronce  | 4 × 200 m libre    |